# Let It Land
Let It Land è un singolo dei Tonight Alive, il secondo estratto dal loro album di debutto What Are You So Scared Of?, pubblicato il 23 settembre 2011.

## Video musicale
Il video del brano, pubblicato il 19 settembre 2011, vede il gruppo riunirsi in uno stadio per suonare dopo aver ricevuto un foglio con un simbolo raffigurante una T e una A sovrapposte.

## Tracce
Testi e musiche di Jenna McDougall e Whakaio Taahi.
1. Let It Land – 3:34